# エペリゾン

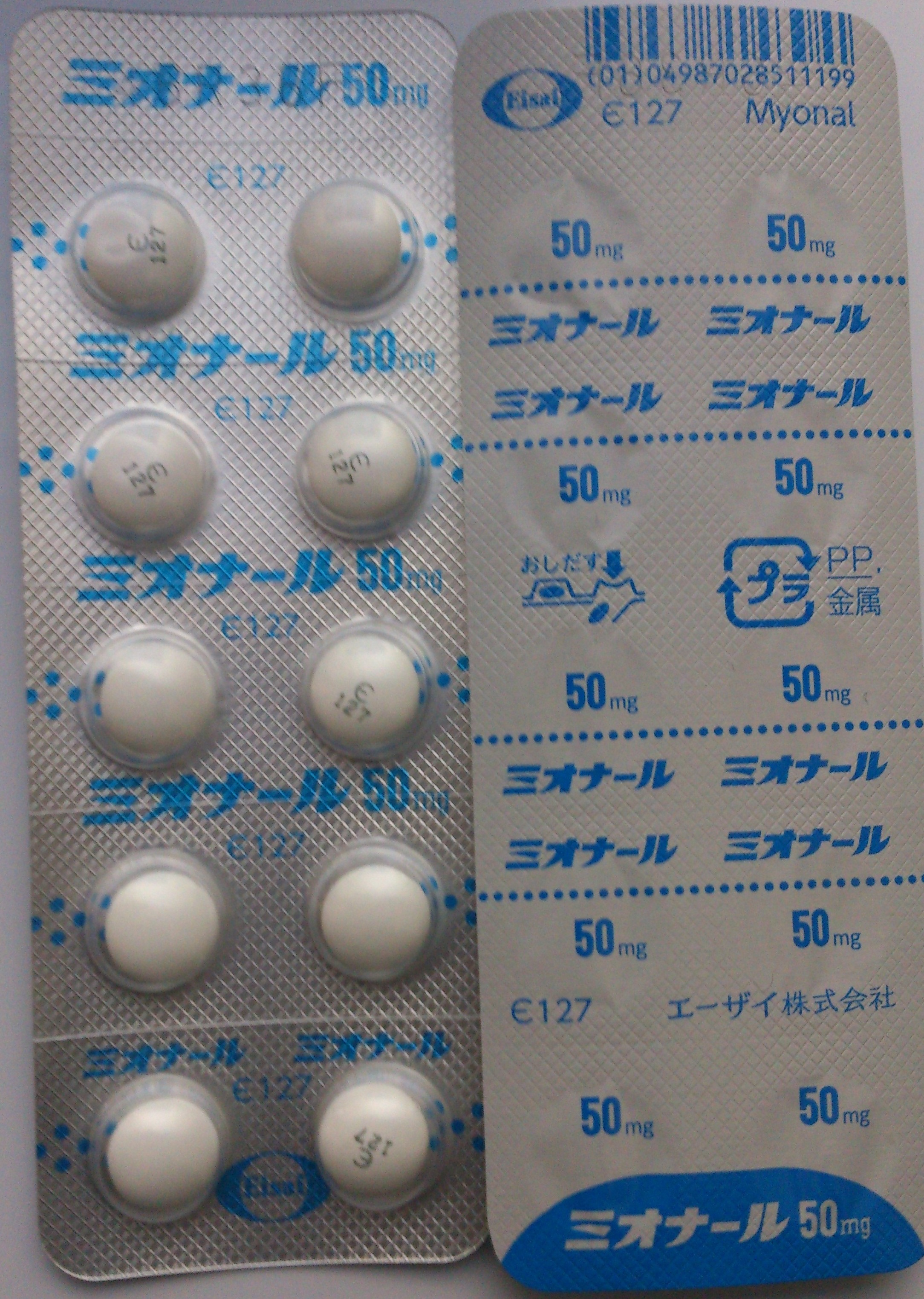
ミオナール錠50mg

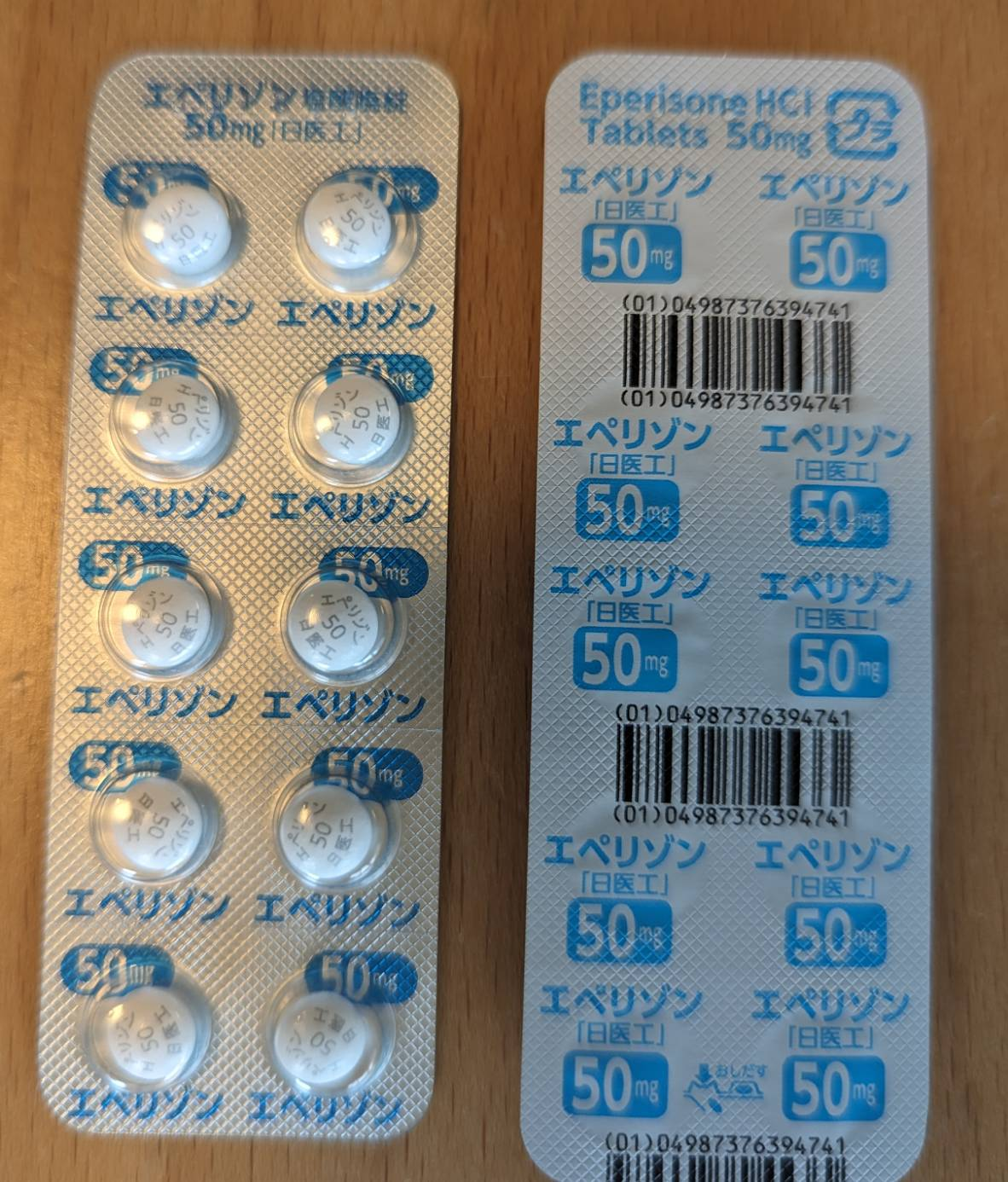
エペリゾン（日医工）50mg

エペリゾン（Eperisone） は、鎮痙剤の一つである。反射性の筋肉を緊張させている神経を沈静化する作用があり、筋肉の凝りを解し、筋肉の強張りや痛みを和らげる。血管平滑筋を弛緩させて血流を良くしたり、軽い鎮静・催眠作用もあるため、脳血管障害、外傷後遺症等にも用いられることがある。
塩酸塩が製剤化されており、バングラデシュ、中国、インド、インドネシア、日本、アラブ首長国連邦、マレーシア、フィリピン、タイでミオナール(Myonal)の名称で市販されている。日本での販売元はエーザイ。なお複数の会社から後発品が発売されている。
同様の薬の中では、効き目が穏やかな方であり、副作用も比較的少なく、多くの診療科で広く使われている。
エペリゾンの鎮静作用は他の鎮痙剤に比べて弱く、覚醒度を低下させない抗痙攣治療を必要とする患者に有用な選択肢となる。エペリゾンは筋力を低下させる事なく、上下肢の自発的な動きを容易にするので、リハビリテーションの初期段階やその後のリハビリ療法中の支持薬として有用である。

## 効能・効果
エペリゾンは中枢神経系と血管平滑筋の双方に作用し、骨格筋の疼痛緩和、虚血改善、緊張軽減によって筋緊張症の悪循環を断ち切り、筋肉の凝りと痙直を解きほぐし、動きを滑らかにする。
- 頸肩腕症候群
- 肩関節周囲炎（五十肩等）
- 腰痛症[3]
- 痙性麻痺[4]

脳血管障害、痙性脊髄麻痺、頸部脊椎症、術後後遺症（脳・脊髄腫瘍を含む）、外傷後遺症（脊髄損傷、頭部外傷）、筋萎縮性側索硬化症、脳性小児麻痺、脊髄小脳変性症、脊髄血管障害、スモン(SMON)、その他の脳脊髄疾患

## 禁忌
エペリゾンは製剤成分に過敏症のある患者に用いてはならない。

## 慎重投与
- 肝障害のある患者では、肝機能が悪化することがあるので慎重に用いるべきである[2]。

## 副作用
添付文書に記載されている重大な副作用は、ショック、アナフィラキシー様症状、中毒性表皮壊死融解症（Toxic Epidermal Necrolysis : TEN）、皮膚粘膜眼症候群（Stevens-Johnson 症候群）である（頻度不明）。
0.1〜5%未満に、
- 発疹、
- 眠気、不眠、頭痛、四肢の痺れ、脱力感、ふらつき、全身倦怠感、熱感、
- 悪心・嘔吐、食欲不振、胃部不快感、腹痛、下痢、便秘、口渇、

が見られる。

## 過量投与
エペリゾンの過量投与（体重9kgに対して100mg）で痙攣が生じたとの報告がある。

## 妊産婦・授乳婦
エペリゾンの妊婦への投与については安全性が確認されていないので、日本の添付文書では“治療上の有益性が危険性を上回ると判断される場合にのみ投与”すべきとされている。ラットで乳汁中へ移行することが報告されているので、授乳婦が服用することは望ましくなく、服用期間中は授乳を避けなければならない。

## 用法
小児での用法・用量は確立されていない（使用経験が少ない）。高齢者が服用する場合は減量を考慮したほうが良い。

## 作用機序
エペリゾンは下記の様な多彩な作用点を有する:12-17。
- 骨格筋の弛緩と脊髄反射の抑制
- 血管平滑筋の弛緩や筋交感神経の抑制に基づく筋肉内の血流増加
- 運動ニューロンを介しての筋紡錘の感度の緩和
- 血管拡張作用による動脈や皮膚血管の血流増加
- 脊髄レベルでの鎮痛作用
- 随意運動の円滑化